# Eriopyga flavigera
Eriopyga flavigera là một loài bướm đêm trong họ Noctuidae.